# 小野莉奈
小野 莉奈（おの りな、2000年〈平成12年〉5月8日 - ）は、日本の女優。
東京都出身。フラームに所属していた。

## 略歴

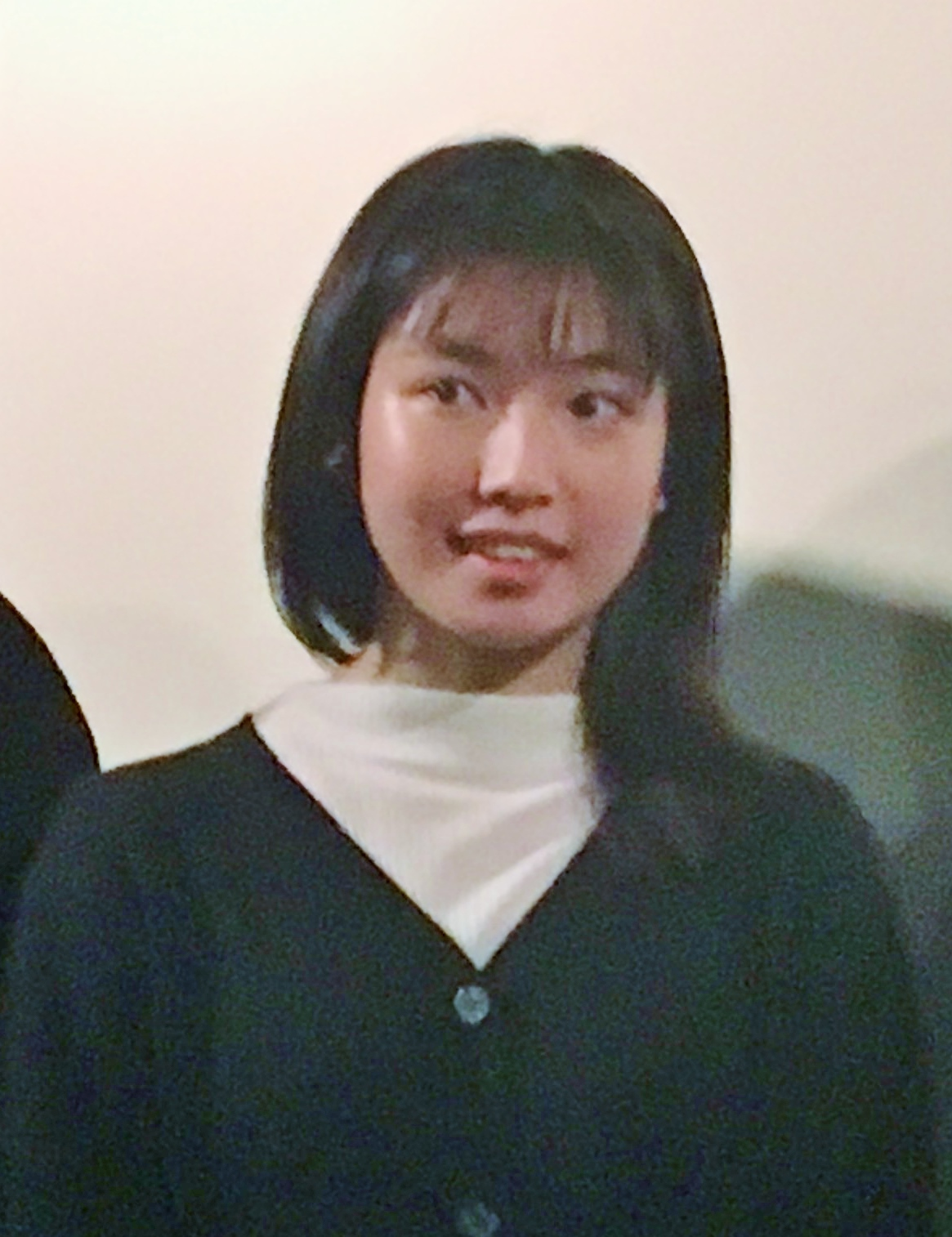
下北沢トリウッドにて（2019年3月）

小学6年生の頃に遊戯会で『ライオン・キング』のシンバ役を演じて芝居の楽しさに目覚め、女優業への憧れを胸に秘めたまま高校でダンス部に所属して表現力を磨き、歌手を目指す友人の後押しを受けて高校2年生の時に芸能事務所5社に応募書類を送った中からフラームのオーディションに合格して、2017年1月に同事務所に所属する。
2017年8月に木曜劇場『セシルのもくろみ』のスピンオフドラマ『セシルボーイズ』で女優デビューを果たす。同年にオーディションを経て出演したLINEのクリスマス動画ムービー『【告白ムービー】好きなんて言えるわけない。』はYouTubeで再生回数220万回（2018年11月現在）を超えて話題となる。
2018年に短編映画『アンナとアンリの影送り』に初主演し、10月期の火曜ドラマ『中学聖日記』で有村架純が演じる主人公の恋敵役で民放連続ドラマに初めてレギュラー出演し、ネクストブレイク候補として注目を集める。
2019年3月に、初写真集『小野莉奈ファーストPHOTO BOOK「好みの問題」』を発表し、東京都内の高校を卒業して芸能活動に専念する。6月にオーディションを経て『アルプススタンドのはしの方』で初舞台に立ち、2020年7月公開の映画化作品でも同役を演じる。
2021年、『青天を衝け』でNHK大河ドラマ初出演。主人公・渋沢栄一の娘・うたを演じる。

## 人物
趣味は映画鑑賞、特技として「心も体も健康でいること!」を挙げている。
4人姉弟の3番目で、6歳上と3歳上の姉が2人と2歳下の弟がいる。
SNSはかつてInstagramを活用していたが、「ペースが乱れる」「自分が自分でいられなくなる」と自分には合っていないと感じたことから止めている。LINEでのやりとりも得意ではなく、ほとんど仕事でしか使わないという。
本人は納得していないが、周りからは天然キャラとよく言われる。
高校卒業後は芸能活動に専念し、大学に進学した同級生が社会人となる22歳までに結果を残したいとして、連続ドラマへの主演を目標に掲げる。
幾田りら（YOASOBIのikura）とは中学3年生でクラスメートになって以来の親友。2人の関係は『アンナとアンリの影送り』の原案にもなっている。2020年公開の映画「たぶん」では同じ作品へ共に出演するという夢を叶えた。幾田りらの楽曲の中には小野莉奈をモデルにしたものもある。

## 出演

### テレビドラマ
- セシルのもくろみスピンオフドラマ「セシルボーイズ」 第4話（2017年8月16日、フジテレビ）
- 先に生まれただけの僕 第7話（2017年11月25日、日本テレビ）
- 花にけだもの 第1話（2018年4月27日、フジテレビ） - 中学時代の熊倉久実のクラスメイト 役
- 中学聖日記（2018年10月9日 - 12月18日、TBS） - 岩崎るな 役[2][8][9][15][28]
- コールドケース2 〜真実の扉〜 第8話（2018年12月1日、WOWOW） - 如月仁美 役
- 絶対正義（2019年2月2日 - 3月23日、東海テレビ） - 三波理穂 ／ 理穂・ウィリアムズ（高校時代） 役[29]
- JOKER×FACE 第9話・最終話（2019年3月12日・19日、フジテレビ） - 優那 役[30]
- 100文字アイデアをドラマにした! 第8話「人生公演、リハ日」（2020年3月9日、テレビ東京）
- 竹内涼真の撮休 第4話（2020年11月28日、WOWOWプライム） - 片山 役[31]
- 名古屋行き最終列車2021 第3話（2021年2月16日、メーテレ） - 奥川聖良 役
- オー!マイ・ボス!恋は別冊で 最終話（2021年3月16日、TBS） - hinata 役
- コントが始まる（2021年4月17日 - 6月19日、日本テレビ） - 村主うらら 役[32]
- 世にも奇妙な物語 '21 秋の特別編「金の卵」（2021年11月6日、フジテレビ） - 一ノ瀬夕子 役[33]
- 大河ドラマ 青天を衝け 第34回 - 最終回（2021年11月7日 - 12月26日、NHK） - 渋沢うた（穂積歌子） 役[21][34]
- 部長と社畜の恋はもどかしい（2022年1月6日 - 3月24日、テレビ東京） - 三森さとみ 役[35]
- プリズム（2022年7月12日 - 9月13日、NHK総合） - 森下香蓮 役
- NICE FLIGHT!（2022年7月22日 - 9月9日、テレビ朝日） - 大崎花 役[36]
- だが、情熱はある 第1話（2023年4月9日、日本テレビ） - 洲崎 / ザッキー 役
- ああ、ラブホテル 〜秘密〜 第7話「思ってたのと違う」（2023年6月30日、WOWOW） - 美玖 役[37]

### 配信ドラマ
- 花にけだもの 第1話（2017年10月30日、dTV） - 中学時代の熊倉久実のクラスメイト 役
- いつか真夜中のてっぺん（2018年3月26日 - 4月30日〈全6回〉、YouTube限定ドラマ）
- 中学聖日記スピンオフムービー「聖ちゃんと会う前の僕たち」（2018年9月25日、YouTube） - 岩崎るな 役[38]
- 臨床犯罪学者 火村英生の推理2019「狩人の悪魔」（2019年9月29日 - 10月13日、Hulu） - 光石由未 役[39]
- 部長と社畜の結婚はもどかしい（2022年3月24日、Paravi） - 三森さとみ 役[40]
- Hulu U35クリエイターズ・チャレンジ「はじめてのよあそび」（2023年4月、Hulu）- 主演・森山沙都子 役[41]

### ラジオドラマ
- FMシアター 田羅間さん、どこ行った?（2020年4月18日、NHK-FM）

### 映画
- HKT48短編映画企画「ROMANESCO」（2017年、アルバム『092』特典映像）
- ういらぶ。（2018年11月9日） - 和泉凛に告白する女子 役[42]
- アンナとアンリの影送り（2019年3月16日） - 主演・杏奈 役[注 2][43]
- 三つの朝（2019年9月21日）
- アルプススタンドのはしの方（2020年7月24日） - 主演・安田あすは 役[20]
- テロルンとルンルン（2020年8月14日） - 主演・上田瑠海 役[注 3][44]
- たぶん（2020年11月13日） - ヒロイン・カノン 役[45]
- シチュエーション ラヴ（2021年8月6日） - 主演・サナ / スズナ（劇中劇役名）役[46]
- POP!（2021年12月17日） - 主演・柏倉リン 役[47]
- 牡丹の花（2022年2月10日） - 主演・山口牡丹 役[48]
- IF I STAY OUT OF LIFE...?（2022年9月24日） - ヒロイン[49]
- 左様なら今晩は（2022年11月11日） - 果南 役[50]
- 銀平町シネマブルース（2023年2月10日） - 谷内由里子 役[51]
- 少女は卒業しない（2023年2月23日） - 後藤由貴 役[52]
- 無情の世界「真夜中のキッス」（2023年6月23日公開予定）[53][54][55]

### 舞台
- アルプススタンドのはしの方（2019年6月5日 - 16日、浅草九劇） - 主演・安田あすは 役[18][19][56]

### テレビ番組
- Jr.選抜!標への道「しし座のA型BOY」（2018年7月11日、日本テレビ） - 玉恵 役

### CM・広告
- LINE - LINE動画ムービー『LINE みんなの物語』「【告白ムービー】好きなんて、言えるわけない」（2017年12月7日 - ） - 主演・夏菜子 役[7][13]
- ノートルダム清心女子大学 - WEBCM15秒版・30秒版（2018年5月25日 - 、15秒版は中四国地区限定のみTVCMとして放送）
- 柳屋本店 - 「柳屋 あんず油」（2019年 - ） -  「髪と手肌のしっとりミルク」 / 「髪と地肌のうるおいシャワー」イメージキャラクター[57][58]
- 17LIVE - 「あたらしいカンケイ。」篇（2021年10月30日 - ）[59]

### MV
- Only this time（みやかわくんと焚吐によるユニット）「ANSWER」[60]
- URBAN SENTO イメージソング 「新しい光」（江本祐介）（2020年3月）[61][62]
- back number「アイラブユー」（2022年10月）

## 出版

### フォトブック
- 小野莉奈ファーストPHOTO BOOK「好みの問題」（2019年3月29日、Rocket Base LLC、ISBN 978-4-908848-19-3）[16][17][63]